# Challenger de Sophia Antípolis
El Verrazzano Open es un torneo profesional de tenis. Pertenece al ATP Challenger Series. Se juega desde el año 2017 sobre pistas de polvo de ladrillo, en la ciudad de Sophia Antípolis, Francia.

## Palmarés

### Individuales
| Año  | Campeón      | Finalista    | Resultado |
| ---- | ------------ | ------------ | --------- |
| 2017 | Bandera de ? | Bandera de ? | ?         |

### Dobles
| Año  | Campeones                   | Finalistas                  | Resultado |
| ---- | --------------------------- | --------------------------- | --------- |
| 2017 | Bandera de ? · Bandera de ? | Bandera de ? · Bandera de ? | ?         |